# Ostoja Roguski
Vitoldo Alexandre Ostoja Roguski (?, 4 de setembro de 1883 — ?, 11 de abril de 1921) foi um engenheiro polonês naturalizado brasileiro.
Vitoldo foi o pai do jurista e ex-deputado federal Bronislau Ostoja Roguski.

## Biografia
Vitoldo nasceu na Polônia na terça-feira, dia 4 de setembro de 1883. Na época do seu nascimento a Polônia é somente uma nação, inexistindo o Estado, e isto decorre das inúmeras invasões ao país desde o século XVI e que constitui as ditas “Partilhas da Polônia” por seus vizinhos mais poderosos.
Em meio a este clima político ocorre, a partir de 1870, uma corrente imigratória polonesa ao novo continente, a América. 
O Brasil, mais especificamente o sul do país, é o destino dos poloneses que fogem da sua nação e que almejam dias melhores e é neste ambiente que chega, ao Paraná, Vitoldo Roguski. 
Vitoldo estabelece residência em Ipiranga e em seus primeiros anos nesta cidade trabalha como professor. Mais tarde passou a percorrer o estado exercendo a atividade de construtor de estradas de ferro como na Estrada de Ferro São Paulo – Rio Grande, no trecho entre União da Vitória e Marcelino Ramos.
Vitoldo faleceu ainda jovem, com apenas 37 anos e 6 meses, na segunda-feira dia 11 de abril de 1921.
A cidade de Curitiba concedeu homenagem ao engenheiro que contribuiu para o desenvolvimento do Paraná ao denominar a via, pertencente ao bairro Jardim Botânico, de Rua Eng. Ostoja Roguski.